# Szynka parmeńska

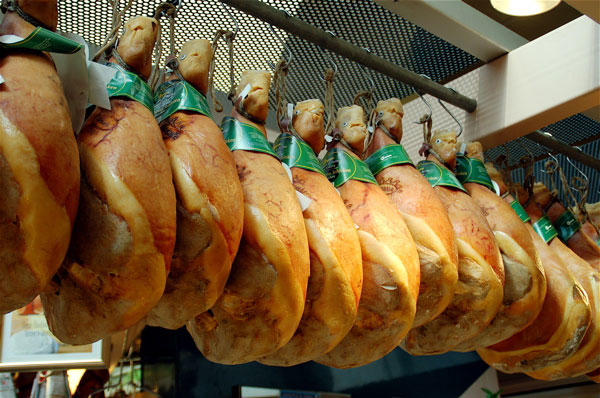
Szynki parmeńskie

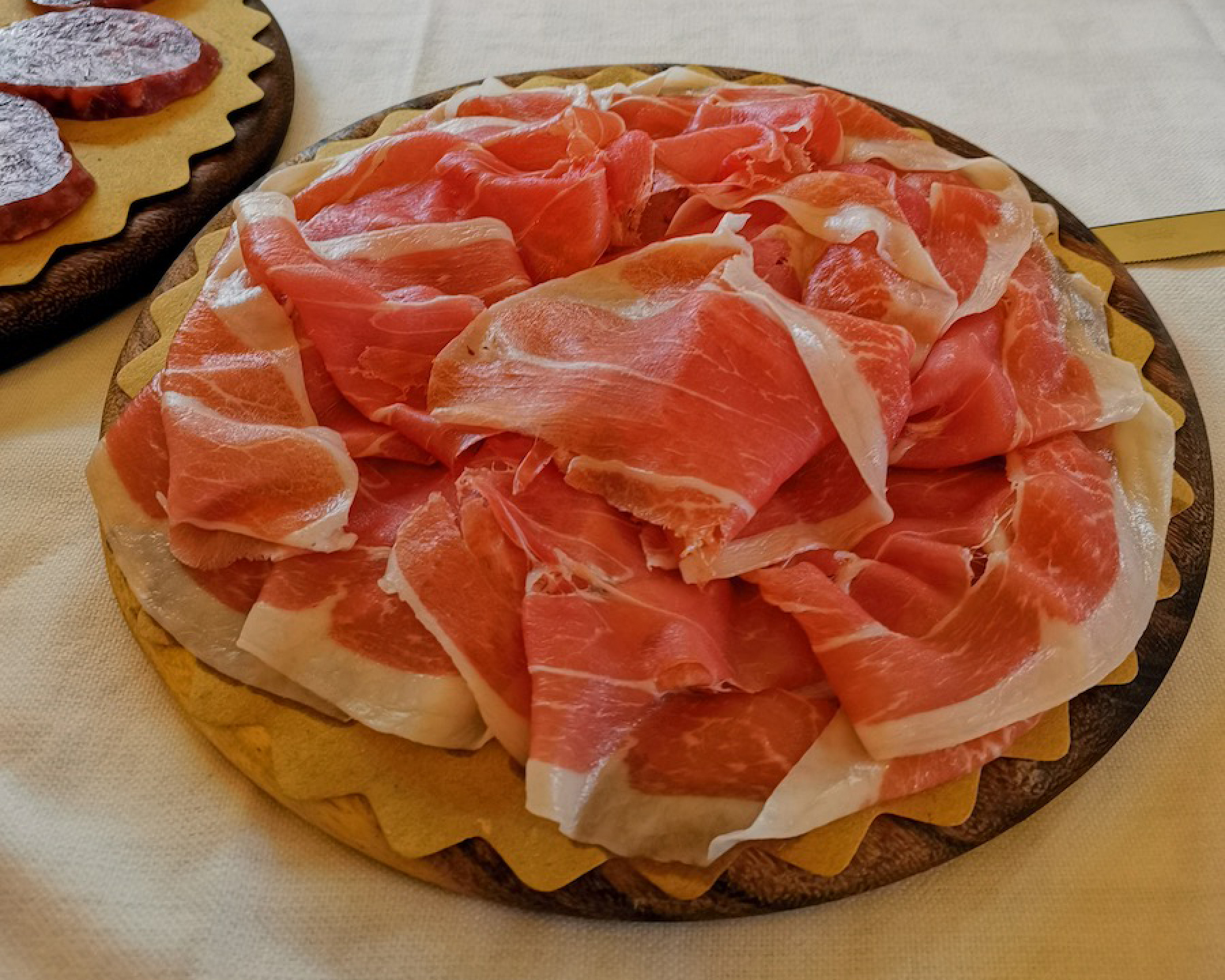
Szynka parmeńska gotowa do podania

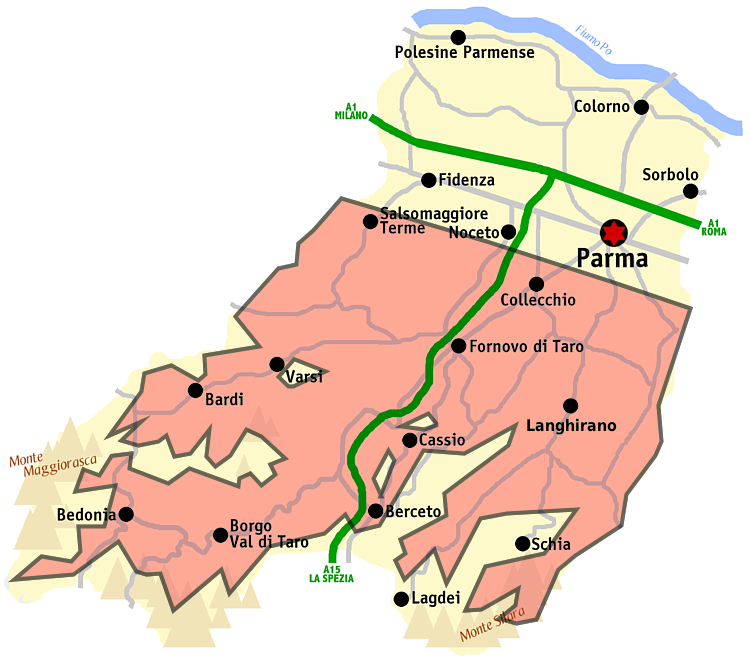
Rejon wytwarzania szynki parmeńskiej

Szynka parmeńska (wł. Prosciutto di Parma) – rodzaj włoskiej, surowej, podsuszonej szynki wytwarzanej z całych udźców wieprzowych z kością tradycyjnymi metodami w specyficznym klimacie na terenie prowincji Parmy, w regionie Emilia-Romania. Charakteryzuje się niższą zawartością soli w porównaniu z innymi szynkami tego typu, co nadaje jej charakterystyczny łagodny, relatywnie słodki smak.

## Historia
Szynka z Parmy słynna była już w czasach rzymskich – wspominali o niej Warron (I w. p.n.e.), Polibiusz i Strabon. John B. Dancer twierdzi, że kiedy Hannibal w 217 p.n.e. wszedł do Parmy, mieszkańcy prosili go o skosztowanie tej potrawy. Na rozwój produkcji szynki miała wpływ obecność słonych źródeł w okolicy, takich jak Salsomaggiore, skąd czerpano sól do produkcji.
W celu ochrony jakości tej szynki w 1963 utworzone zostało Consorzio del Prosciutto di Parma, które nadzoruje procesy produkcyjne i wyrób surowców. Ponadto Wspólnota Europejska w 1996 przyznała wyrobowi certyfikat ochrony miejsca pochodzenia.

## Dodatki
Szynka parmeńska ma wyrafinowany, słodki, intensywny smak i niską zawartość kalorii. W produkcji dozwolony jest tylko środek konserwujący podany w specyfikacji (w mniejszych ilościach niż w innych rodzajach szynki) i dodatek soli. Poza solą i tłuszczem nie ma żadnych innych dodatków. 

## Produkcja
Szynka parmeńska jest wytwarzana przez około 200 producentów na wschodzie prowincji Parma, zwłaszcza w okolicach Langhirano. Wykorzystywane są tylko udźce o dużej wadze (świeże, od 12 do 13 kg). Nazywana jest także słodką szynką, ponieważ stosuje się małą ilość soli dodanej w trakcie przetwarzania. Soleniu towarzyszy krótki odpoczynek w chłodni, następnie wyrób obtacza się tłuszczem wieprzowym. Zapewnia to powolne suszenie – około 12 miesięcy, ze stopniowym dodawaniem niewielkich ilości soli. Po dojrzeniu produkt powinien pojawić się na rynku z masą około 7–8 kg czystego mięsa (od 9,5 do 10,5 kg w przypadku ważenia z kością). Szynka parmeńska o innej masie ma mniejszą wartość rynkową.

## Obszar produkcji
Obszar produkcji wskazany jest w specyfikacji unijnej, jak również przez ustawy włoskie. Proces wytwarzania powinien mieć miejsce co najmniej 5 km na południe od drogi Via Emilia do poziomicy 900 m n.p.m., od wschodu ograniczony powinien być nurtem rzeki Enza, a od zachodu doliną Stirone. Świnie, z których mięsa wyrabia się szynkę, mogą natomiast pochodzić (dotyczy miejsca urodzenia i tuczenia) jedynie z gospodarstw położonych w następujących regionach Włoch: Piemont, Lombardia, Veneto, Emilia-Romania, Toskania, Umbria, Marche, Lacjum, Abruzja, Molise.

## Składniki
W procesie produkcyjnym długo dojrzewającej szynki parmeńskiej od 1993 r. nie są stosowane azotany ani azotyny tylko sól. Nie jest również dopuszczalne wędzenie lub zamrażanie.

## Zastosowanie w kuchni
Szynka parmeńska używana jest w połączeniu z pokarmami o różnych smakach: z melonem jako przekąską do pieczonego prosiaka czy jako składnik Rosa di Parma (nadziewanej polędwicy wołowej). Jest także głównym składnikiem klasycznego tortellini. Podaje się ją z wieloma lokalnymi winami, najlepiej białymi, np. malvasia colli di parma, prosecco itp.